# 宇賀神亮介
宇賀神　亮介（うがじん　りょうすけ、1983年1月25日 - ）は、日本の俳優。

## 出演

### 映画
- ラフ ROUGH（2006年、大谷健太郎監督）
- 親父（2007年、千葉真一・井出良英監督）
- バブルへGO!! タイムマシンはドラム式（2007年、馬場康雄監督）
- カイジ2 人生奪回ゲーム（2011年、佐藤東弥監督）
- 短編映画 忘れ物（2012年、小林達夫監督） - 田島 役
- 短編映画 柔らかい土（2012年、篠原哲雄監督） - 花田淳一 役
- ラブ＆ピース  (2015年、園子温監督)
- ゆれる心（2016年、片岡修二監督）-    中井幸太 役
- ママ、ごはんまだ? (2017年、白羽弥仁監督) - 栗山 役
- リングサイドストーリー(2017年、武正晴監督)
- 終わらなかった世界のために（2018年、平野敬子監督）-渡瀬駿 役
- 響　HIBIKI（2018年、月川翔監督）
- 水上のフライト（2020年、兼重淳監督）

### テレビドラマ
- エコエコアザラク 第2話（2004年、テレビ東京）
- エンジン 第6話（2005年、フジテレビ）
- レンタル彼氏（2006年、GYAO） - ハルキ 役
- ケータイ少女（2007年、MX） - 斉藤和彦 役
- RESCUE〜特別高度救助隊（2009年、TBS） - 玉木 役
- 黒い報告書（2012年、BSジャパン） - 伊賀亮介 役
- 救命病棟24時 第5シリーズ 第7話（2013年、フジテレビ） - 脳外科医半田 役
- ショムニ2013 第6話（2013年、フジテレビ） - ビジネス系男子 役
- 独身貴族 第5話（2013年、フジテレビ） - レセプショニスト 役
- 彼岸島 第6話（2013年、TBS/MBS） - 五十嵐助手 役
- 福家警部補の挨拶（2014年、フジテレビ） - 刑事 役（レギュラー）
- MOZU 第10話（2014年、TBS） - 公安警察官 役
- 新・刑事吉永誠一 第1話（2014年、テレビ東京） - 結城秋彦 役
- 心がポキッとね 第1・7話 (2015年、フジテレビ) - 横山賢治 役
- 夢を与える 第1～3話 (2015年、WOWOW) - 父親 役
- SICKS 第8話 (2015年、テレビ東京) - キング役
- ゴーストライター 第5話（2015年、フジテレビ） - 飯塚智弘 役
- 早子先生、結婚するって本当ですか？ 第2話 (2016年、フジテレビ) - 山梨 役
- 世にも奇妙な物語 春の特別編　通いの軍隊 (2016年、フジテレビ) - 保衛員 役
- ウルトラマンオーブ 第19話（2016年、テレビ東京） - 朗 役
- 人形佐七捕物帳 第9話（2017年、BSジャパン） - 彦三郎 役
- 刑事７人シーズン３ 第８話(2017年、テレビ朝日）- 小林勇祐 役
- 相棒 season15 第16話（2017年、テレビ朝日） - 段原亮 役
- 櫻子さんの足下には死体が埋まっている 第1話（2017年、フジテレビ） - 藤木達也 役
- 脳にスマホが埋められた! 第2話（2017年、読売テレビ） - 梶原 役
- 警視庁いきもの係 第2話（2017年、フジテレビ） - 多田拓也 役
- 家政夫のミタゾノ 第6話 (2018年、テレビ朝日） ‐ 西郷 役
- 健康で文化的な最低限度の生活 第6話（2018年、関西テレビ） ‐ 水原悟 役
- おしい刑事（2019年、NHK BSプレミアム ） ‐ 灰田雄一（絵奈の父） 役
- アメリカに負けなかった男～バカヤロー総理 吉田茂～（2020年、テレビ東京）
- やっぱりおしい刑事（2021年、NHK BSプレミアム） - 灰田雄一（絵奈の父） 役
- アバランチ（2021年、フジテレビ ）
- 和田家の男たち 第5話（2021年11月19日、テレビ朝日）
- 婚活探偵 第4話（2022年1月29日、BSテレ東） - 白川龍一 役

### 配信ドラマ
- 新聞記者（2022年1月13日配信、Netflix）- 安達和宏 役

### CM・広告
- 「Google+」あの人のクチコミだから、行きたくなる  (2012年)
- 「ネスカフェエクセラ」スッキリつめかえパック登場」篇  (2012年)
- 「NTTdocomo d fashion」通り抜け篇（2013年）
- 「WOWOW  Touch  WOWOW」（2013年）
- 「マイナビウェディング」（2014年)
- 「IBM JAL顧客made with データ」（2014年)
- 「アメリカン・エキスプレス GOLDEN MOMENT (SURFING×YOGA 編)」（2014年)
- 「mixi モンスターストライク」卓球篇 声出演(2015年)
- 「ネスレブライト」(2016年)
- 「ほっかほっか亭」(2017年)
- 「洋服の青山」（2017年）
- 「M&Aキャピタルパートナーズ」（2018年）
- 「WealthNavi ウェルスナビ」(2019年)